# Smrt Leonarda da Vincija
Smrt Leonarda da Vincija (fra. La Mort de Léonard de Vinci) je ulje na platnu francuskog slikara Jeana Augustea Dominiquea Ingresa i predstavnika neoklasicizma. Djelo je nastalo 1818. godine a naručio ga je de Blacas, tadašnji francuski veleposlanik u Rimu. Ono prikazuje smrt genija Leonarda da Vincija dok mu francuski kralj Franjo I. pridržava glavu. Riječ je o legendi za koju je malo vjerojatno da se dogodila jer se kralj u vrijeme da Vincijeve smrti nalazio u svojem dvorcu.
Slika se danas nalazi u pariškom muzeju Petit Palais dok je 2014. godine bila izložena u lyonskom Muzeju lijepih umjetnosti u sklopu izložbe Izumi iz prošlosti.